# Newport Castle
Newport Castle (walesiska: Castell Casnewydd) är ett slott i Storbritannien.   Det ligger i kommunen Newport och riksdelen Wales, i den södra delen av landet, 200 km väster om huvudstaden London. Newport Castle ligger 7 meter över havet.
Terrängen runt Newport Castle är platt åt sydost, men åt nordväst är den kuperad.Runt Newport Castle är det tätbefolkat, med 636 invånare per kvadratkilometer. Närmaste större samhälle är Newport, 0,38 km sydväst om Newport Castle. Runt Newport Castle är det i huvudsak tätbebyggt.